# T5 AL 2145 et 2146 et T5 AL 6601 à 6637
Au type T5 des Chemins de fer impériaux d'Alsace-Lorraine (EL) puis du réseau ferroviaire d'Alsace-Lorraine (AL) appartiennent deux groupes de locomotives à vapeur de conception et d'usage différents.

## T5 2145 et 2146 de laClasse 121T
À l'origine ces deux locomotives-tender appartenaient à la classe des 120 T et étaient d'aspect relativement proche des T4 2120 à 2144 tout en ayant des roues motrices d'un diamètre supérieur. Elles disposaient d'un moteur compound à deux cylindres. Elles avaient été construites par Henschel en 1887 pour le service voyageur de moyenne distance (service de grande banlieue) pour le secteur de Strasbourg. Elles furent rallongées en 1901 afin d'augmenter leur réserve en eau et en charbon. Un essieu porteur fut à cette occasion ajouté à l'arrière des machines. Ces deux locomotives ont été réformées en 1925.

## Caractéristiques des T5 2145 et 2146
- Pression de la chaudière : 12 kg/cm2
- Diamètre des cylindres : 375/550 mm
- Diamètre des roues motrices : 1 500 mm
- Diamètre des roues du bissel : ? mm
- Capacité des soutes à eau : 9 m3
- Capacité de la soute à charbon : 2 t
- Masse en ordre de marche : 47,7 t
- Masse adhérente : 24,5 t
- Longueur hors tout : 10,693 m
- Vitesse maxi en service : 75 km/h

## T5 6601 à 6637 de laClasse 122T

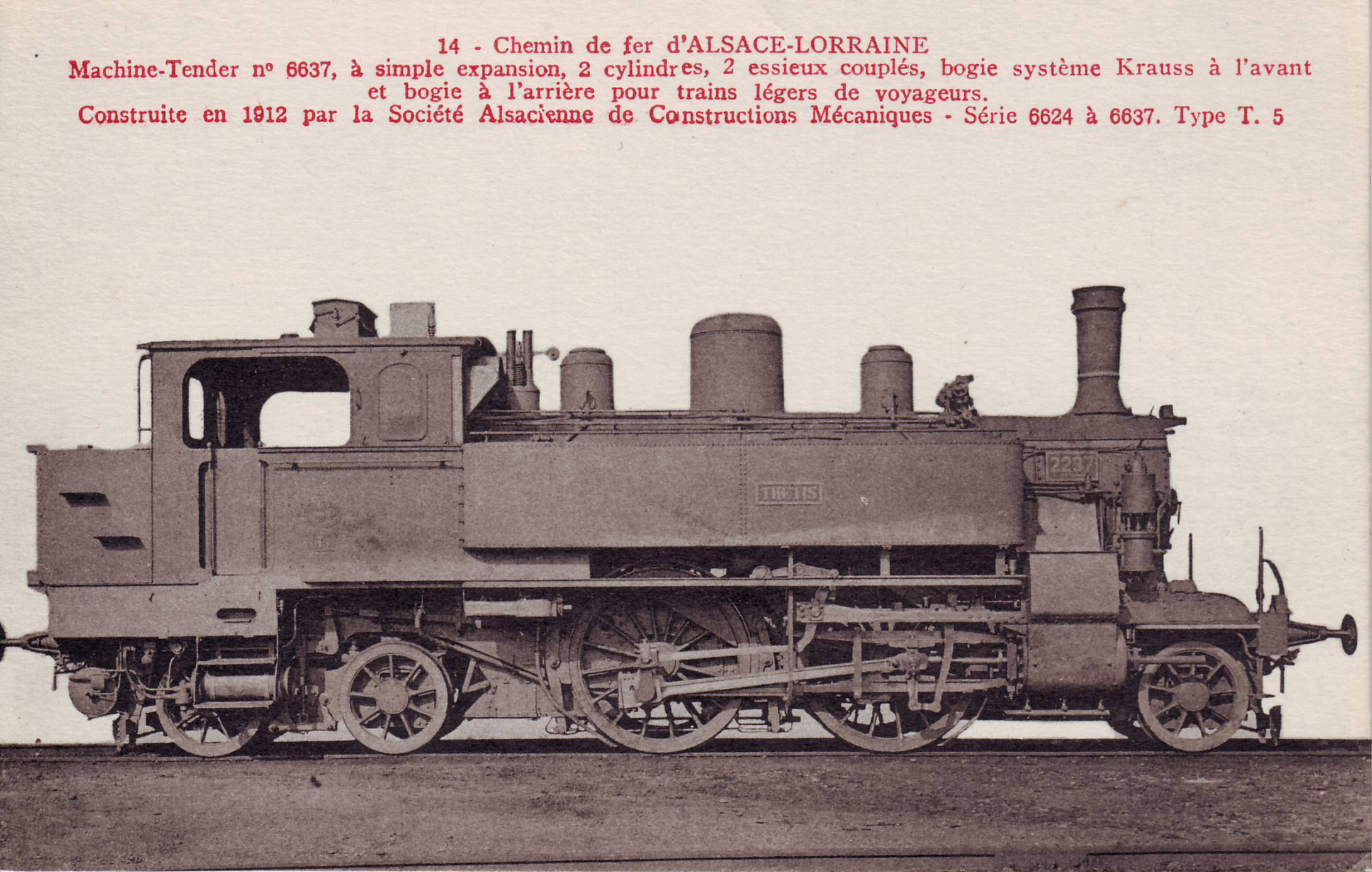
La T7 2237, puis T5 6637 Thetis à sa sortie des ateliers de l'EMBG en 1911.

Cette série de locomotives, pour une fois, n'a pas été développée à partir d'un "modèle" des Chemins de fer royaux de Prusse (KPEV), mais reprend les caractéristiques des D XII de la série 5200 des chemins de fer du royaume de Bavière (K.Bay.Sts.B), ce qui se remarque très aisément dans leur ligne générale. Ces locomotives ont été construites en :
- 1903 pour les T5 n° 6601 à 6613
- 1906 pour les T5 n° 6614 à 6623
- 1911 pour les T5 n° 6624 à 6637

Si les deux premières tranches furent réalisées par la société Krauss-Maffei de Munich en Bavière, la dernière tranche fut réalisée par la société EMBG à Graffenstaden en Alsace. La première tranche fut d'abord numérotée groupe D 32 n° 888 à 897 et 993 à 995 et à la suite du changement d'immatriculation de 1906 elles devinrent les T7 2201 à 2213. La deuxième tranche fut numérotée T7 2214 à 2223 et la dernière fut numérotée T7 2224 à 2237. Ce n'est qu'avec le changement d'immatriculation de 1912 qu'elles devinrent les T5 6601 à 6637.
Elles disposaient d'un moteur à deux cylindres à simple expansion avec une distribution de type « Walschaerts ». Le foyer était du type « Crampton » et l'échappement fixe de type « Allemand ». L'essieu avant était traité en bogie-bissel de type « Krauss » et le bogie arrière avait un déplacement latéral de + ou - 35 mm. La soute à eau était en trois positions avec deux latérales et une entre les longerons.
Elles remorquaient des trains légers de voyageurs essentiellement à partir de Strasbourg et de Sarrebourg. Deux locomotives de ce type restèrent en Allemagne après 1918. L'une d'entre elles fut immatriculée par la DRG en 1924 dans la série 73.0-1 sous le numéro 73 125 ; elle roula jusqu'en 1932. Parmi les 35 unités restantes, 10 furent incorporées en 1938 dans le parc de la SNCF où elles portèrent les numéros 1-122TA entre 602 et 637. Leur radiation était prévue dans les années suivantes, mais durant la Seconde Guerre mondiale, la DRG les remit quasiment toutes en service. Elles furent définitivement radiées entre 1946 et le 1er avril 1953 avec la 1-122TA 628.

## Caractéristiques des T5 6601 à 6637
- Pression de la chaudière : 12 kg/cm2
- Diamètre des cylindres : 450 mm
- Diamètre des roues motrices : 1 650 mm
- Diamètre des roues porteuses avant : 1 000 mm
- Diamètre des roues porteuses arrière : 1 000 mm
- Capacité des soutes à eau : 9,1 m3
- Capacité de la soute à charbon : 2,8 t
- Masse en ordre de marche : 70 t
- Masse adhérente : 30,4 t
- Longueur hors tout : 12,088 m
- Vitesse maxi en service : 90 km/h